# クライヴ・ブリテン
クライヴ・ブリテン（Clive Brittain、1934年12月15日 - ）は、ニューマーケット競馬場に所属する調教師。イギリス出身。

## 来歴
15歳ごろ、ニューマーケットのマーレス厩舎で厩務員となり、その後調教助手となる。
1972年、調教師となりにニューマーケットで開業する。
1978年、セントレジャーを管理馬のジュリオマリナーが制し、クラシック初勝利を挙げる。
1985年、ブリーダーズカップ・ターフを管理馬のペブルスが制し、イギリスの調教師としてブリーダーズカップ初制覇を成し遂げた。
1986年、ジャパンカップを管理馬のジュピターアイランドが制し、中央競馬及び中央GI初勝利を挙げる。

## 主な管理馬
- ペブルス /Pebbles（1984年イギリス1000ギニー、1985年エクリプスステークス、チャンピオンステークス、ブリーダーズカップ・ターフ）
- ジュピターアイランド /Jupiter Island（1986年ジャパンカップ）
- ユーザーフレンドリー /User Friendly（1992年イギリスオークス、アイリッシュオークス、ヨークシャーオークス、イギリスセントレジャー、1993年サンクルー大賞）
- イヴァンカ / Ivanka（1992年フィリーズマイルステークス）
- サイエダティ / Sayyedati（1994年京王杯スプリングカップ3着）
- ルソー / Luso（1995年デルビーイタリアーノ、1996年ラインラントポカル、香港国際ヴァーズ、1997年ドイツ賞、香港国際ヴァーズ、1998年エールトガス大賞など）
- エアエクスプレス / Air Express（1997年クイーンエリザベス2世ステークス）
- クリンプリーン / Crimplene（2000年アイルランド1000ギニー、コロネーションステークス、ナッソーステークス）
- メンハウバー / Menhoubah（2004年オークスドイタリア）
- ウォーサン / Warrsan（2004年コロネーションカップ、バーデン大賞、2005年バーデン大賞）
- ヴァー / Var（2004年アベイ・ド・ロンシャン賞）
- キャンディデート / Kandidate（2006年セプテンバーステークス、2007年マクトゥームチャレンジラウンド2）
- ラジーム / Rajeem（2006年ファルマスステークス）